# Port lotniczy Rosz Pina
Port lotniczy Rosz Pina (hebr. שדה התעופה ראש פינה) (IATA: RPN, ICAO: LLIB) – port lotniczy położony przy mieście Rosz Pina na północy Izraela.

## Historia
Lotnisko założyli w 1943 Brytyjczycy. Podczas II wojny światowej służyło brytyjskiemu lotnictwu do operacji przeciwko francuskim wojskom w Syrii. W 1948 kontrolę nad lotniskiem przejęli Izraelczycy.
W latach 50. XX wieku obsługę lotniska przejęły linie lotnicze Arkia Israel Airlines. Jednak dopiero w 1968 wybudowano terminal pasażerski, który w 1994 rozbudowano.
| Rok  | Liczba pasażerów | Liczba operacji |
| ---- | ---------------- | --------------- |
| 1999 | 168 915          | 21 647          |
| 2000 | 123 595          | 18 137          |
| 2001 | 127 123          | 19 593          |
| 2002 | 108 016          | 17 926          |
| 2003 | 80 277           | 15 706          |
| 2004 | 54 764           | 14 995          |
| 2005 | 45 306           | 13 149          |

## Linie lotnicze i połączenia
- Ayit Aviation and Tourism (Tel Awiw-Sede Dow)
- Tamir Airways (Tel Awiw-Ben Gurion, Tel Awiw-Sede Dow)